# Teknologi

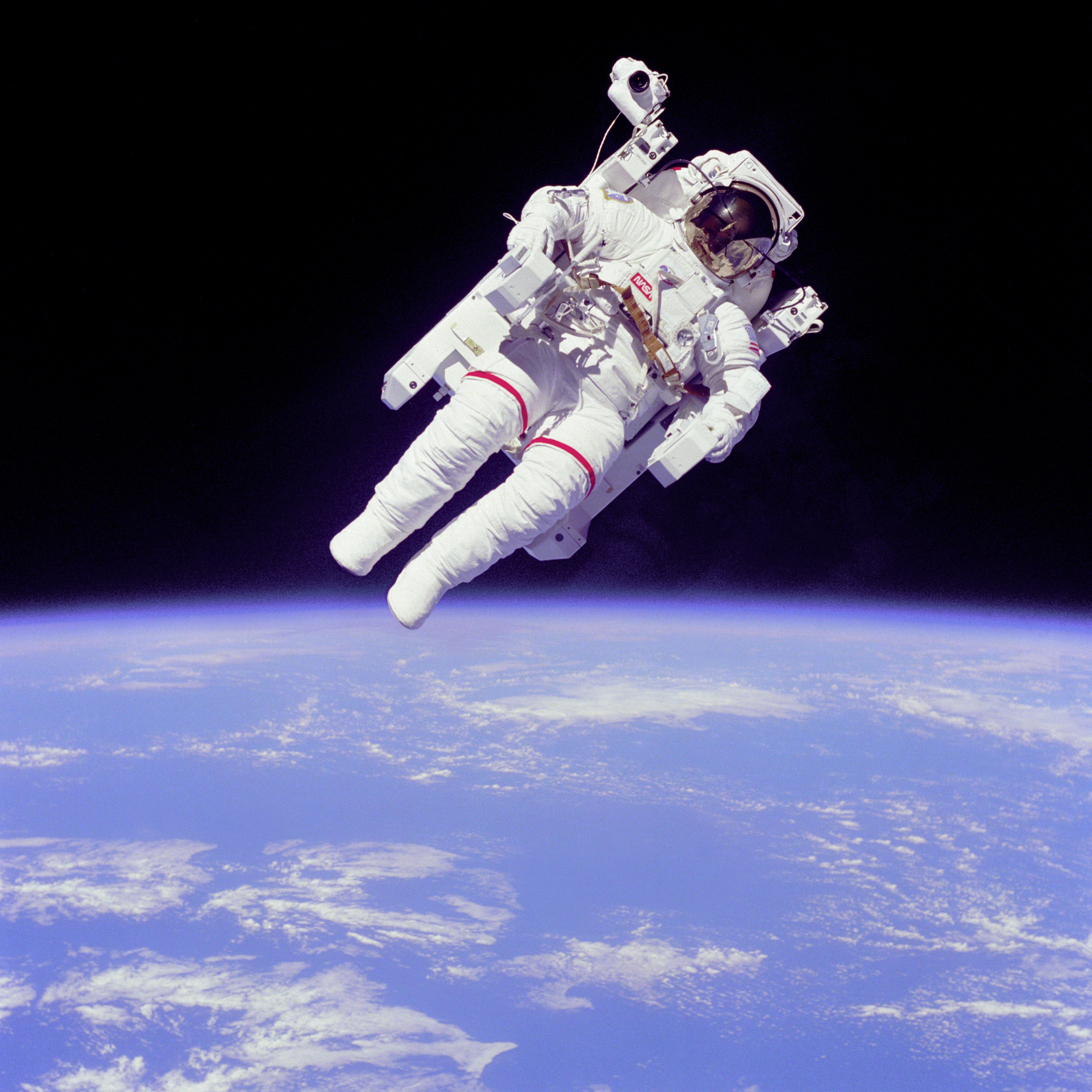
Under mitten av 1900-talet hade människor uppnått en sådan teknologisk skicklighet att man kunde lämna Jordens atmosfär för första gången och utforska rymden.

Teknologi är kunskapen om och tillämpningen av verktyg, teknik, hantverk, system eller organisationsmetoder.[källa behövs] Inom forskning skiljer man ofta mellan teknologi, som handlar om tekniska metoder och kunskap, och ingenjörsvetenskap, som fokuserar på att tillämpa naturvetenskapliga och matematiska principer för att lösa tekniska problem. Exempelvis använder Vetenskapsrådet och dess föregångare Teknikvetenskapliga forskningsrådet termen teknikvetenskap som synonym för ingenjörsvetenskap. Ordet teknologi används också som benämning på det tekniska kunnande som finns i ett samhälle. Ordet teknologi används ofta både i reklam och dagsmedia, som ett slarvigt översättningslån från engelskans "technology" som betyder teknik, för att benämna att ett system eller en produkt använder ett visst slags teknik.[källa behövs]
En person som har en kvalificerad utbildning inom ingenjörsvetenskap kallas vanligen för ingenjör, medan benämningen teknolog brukar reserveras för en person som fortfarande studerar till ingenjör.

## Etymologi
Ordet "teknologi" kommer från grekiskans τεχνολογία (technología), från τέχνη (téchne), som betyder "konst" och -λογία (-logía), "lärans".

## Historisk utveckling
Teknologins utveckling har spelat en avgörande roll i mänsklighetens historia och har genomgått flera stora förändringar, från enkla verktyg till avancerade digitala system.  

### Förhistorisk teknologi
De tidigaste teknologiska framstegen går tillbaka till förhistorisk tid, då människor utvecklade stenverktyg för jakt och försvar. Upptäckten och behärskningen av eld var en av de mest betydelsefulla teknologiska milstolparna, eftersom den möjliggjorde matlagning, skydd och metallbearbetning. Senare utvecklades jordbruket, vilket ledde till mer organiserade samhällen och tekniska innovationer som plogen och bevattningssystem.  

### Antikens teknologi
Under antiken gjorde civilisationer såsom Egypten, Mesopotamien, Grekland och Rom stora teknologiska framsteg. De utvecklade avancerade byggnadstekniker, matematiska principer och ingenjörskonst som lade grunden för arkitektur och mekanik. Exempel på betydande innovationer inkluderar akvedukter, vattenkvarnar och tidiga former av mekaniska enheter som Antikytheramekanismen.  

### Medeltidens teknologi
Under medeltiden skedde viktiga tekniska framsteg, särskilt inom jordbruk och krigföring. Utvecklingen av vatten- och väderkvarnar effektiviserade produktionen av livsmedel, medan krut och förbättrade vapen förändrade krigföringen. Tryckpressen, som uppfanns av Johannes Gutenberg på 1400-talet, revolutionerade spridningen av information och bidrog till vetenskaplig och kulturell utveckling.  

### Den industriella revolutionen
Den industriella revolutionen under 1700- och 1800-talet markerade en avgörande förändring i teknologins historia. Uppfinningar såsom ångmaskinen, spinnmaskinen och järnvägen möjliggjorde massproduktion och snabba transporter. Elektriciteten blev en nyckelteknologi som möjliggjorde innovationer inom belysning, kommunikation och industriell tillverkning.  

### 1900-talets teknologiska framsteg
Under 1900-talet accelererade den teknologiska utvecklingen snabbt. Bilar och flygplan revolutionerade transportsektorn, medan radion och televisionen förändrade masskommunikation. Datorernas utveckling under andra halvan av seklet lade grunden för den digitala tidsåldern. Internet, som först utvecklades för militära och akademiska syften, blev en av de mest betydelsefulla innovationerna och förändrade hur människor kommunicerar, arbetar och konsumerar information.  

### 2000-talet och framtida teknologi
Under 2000-talet har teknologiska framsteg fortsatt i snabb takt, med utvecklingen av artificiell intelligens, nanoteknologi och bioteknik. Smartphones och sociala medier har förändrat det dagliga livet, medan forskning inom förnybar energi och rymdteknologi öppnar nya möjligheter för framtiden. Teknologins roll i samhället fortsätter att utvecklas, med fokus på hållbarhet, automation och digital transformation.

## Teknologi, ingenjörsvetenskap och naturvetenskap
Gränsdragningen mellan teknologi, ingenjörsvetenskap och naturvetenskap är inte helt enkel att göra. är inte helt enkel att göra. I många ingenjörsutbildningar finns ett stort inslag av naturvetenskap och matematik, och många tekniska högskolor bedriver omfattande forskning i rent naturvetenskapliga ämnen. Det mesta av tillämpade naturvetenskapen brukar kunna räknas in i teknologin. Dock är en viktig principiell skillnad att teknologin har som syfte att "vara nyttig" snarare än att som naturvetenskapen i sin idealform, att förstå världen omkring oss för dess egen skull. Det faktum att förståelse av verkligheten omkring oss (inte minst i form av allmängiltiga lagar och principer) är mycket användbart för tekniska syften, förklarar varför naturvetenskap och teknologi har stora likheter. Samtidigt finns kunskaps- och forskningsområden inom teknologi och ingenjörsvetenskap där den rena naturvetenskapen i sig har gett mycket begränsade bidrag, såsom produktionsteknik, konstruktionsteknik, systemteknik och datavetenskap. Inom dessa och andra teknologiområden kan det å andra sidan förekomma inlån från matematik, ekonomi, organisation och design.

## Teknologi hos andra djurarter

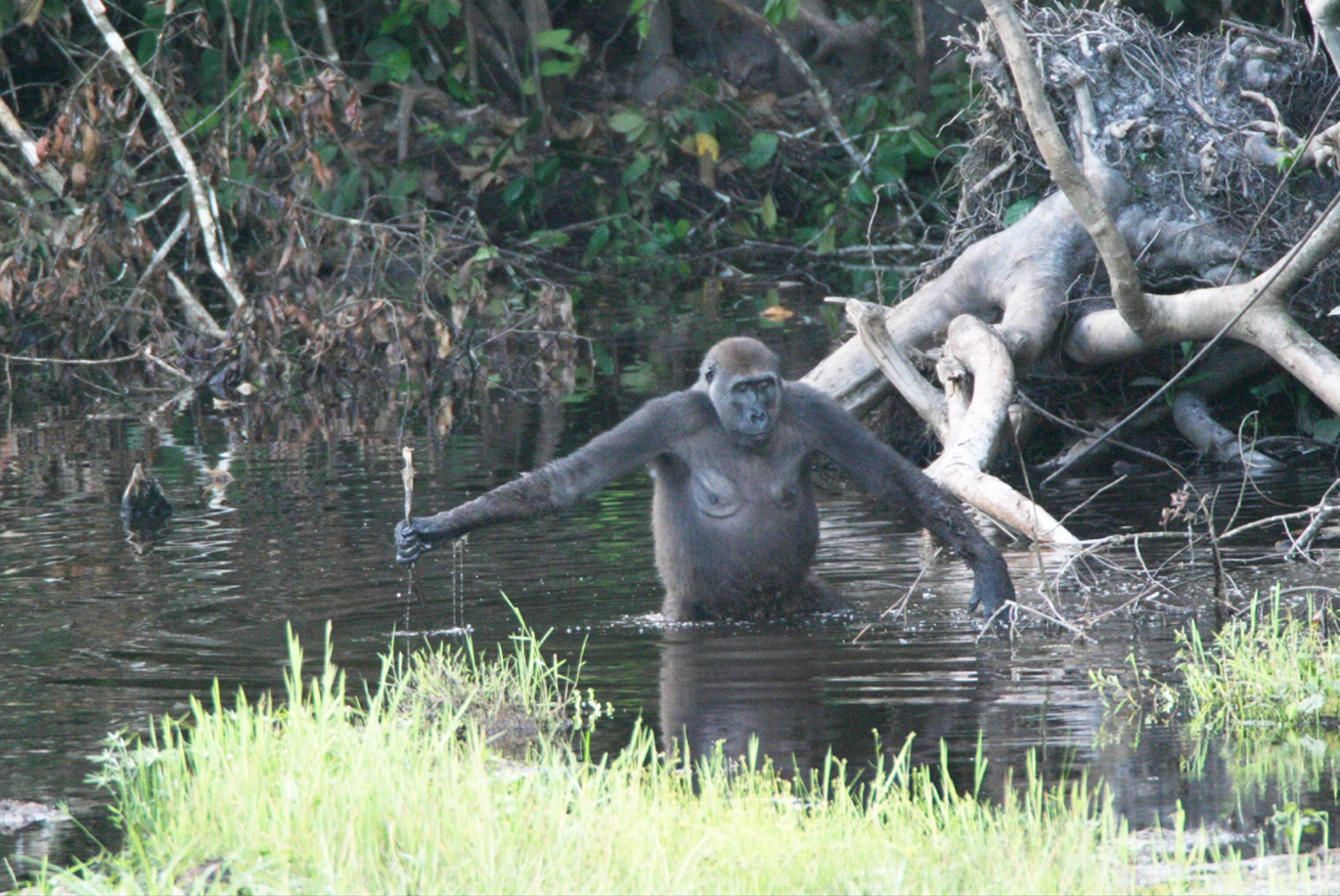
Denna vuxna gorilla använder en pinne som en käpp för att uppskatta vattnets djup, ett exempel på teknologi hos primater.

Användandet av grundläggande teknologi är något som finns hos även andra djurarter än människor. Dessa inkluderar primater som schimpanser, vissa delfiner och kråkor. Man kan även peka på andra exempel som bävrar och deras dammar, eller bin och deras bikupor.
Möjligheten att kunna göra verktyg ansågs en gång vara en definition av släktet homo. Upptäckandet av verktygskonstruering bland schimpanser och relaterade primater har dock förkastat uppfattningen att enbart människor kunde använda teknologi. Exempelvis har forskare observerat att vilda schimpanser har använt verktyg för att söka efter föda. Några av dessa verktyg inkluderar bladsvampar, mortlar och hävstänger. Västafrikanska schimpanser använder sig även av stenhammare och städ för att knäcka nötter, vilket även kapuciner i Boa Vista, Brasilien, gör.